# Marina Hänström
Marina Hänström (1971) è un'ex sciatrice alpina svedese.

## Biografia
La Hänström debuttò in campo internazionale in occasione dei Mondiali juniores di Madonna di Campiglio 1988 e vinse la medaglia d'oro nel supergigante ai Campionati svedesi nel 1989; non prese parte a rassegne olimpiche né ottenne piazzamenti in Coppa del Mondo o ai Campionati mondiali.

## Palmarès

### Campionati svedesi
- 1 oro (supergigante nel 1989)[1]